# Herman van der Loos
Hermanus Theodorus Antonius van der Loos (Rijswijk (ZH), 31 januari 1904 - Lugano (CH), 31 mei 1975) was een Nederlands jurist en vicepresident van de Hoge Raad der Nederlanden.
Van der Loos werd geboren in Rijswijk als zoon van Hermanus Petrus van der Loos en Adriana Johanna van Leeuwen. Hij studeerde rechten aan de Universiteit Leiden van 1923 tot 1928. Na zijn studie werd hij advocaat te Alkmaar. In 1931 werd hij waarnemend griffier bij het kantongerecht Alkmaar; in 1934 secretaris van de Raad van Beroep voor Directe Belastingen aldaar. Op 11 november 1936 trouwde hij te Den Haag met Catharina Maria Antonia van der Loos. In 1939 werd Van der Loos benoemd tot rechter bij de Rechtbank Alkmaar; drie jaar later — dus tijdens de Tweede Wereldoorlog — tot rechter bij de Rechtbank Amsterdam. Na de oorlog werd hij daarnaast ook raadsheer bij het Bijzonder Gerechtshof te Amsterdam. In 1946 werd hij benoemd tot raadsheer bij het Gerechtshof 's-Hertogenbosch en in 1950 tot raadsheer bij het Gerechtshof Amsterdam.
Op 1 juli 1950 werd Van der Loos als eerste op de aanbeveling geplaatst voor benoeming in de Hoge Raad, ter vervulling van een vacature ontstaan door het vertrek van Nicolaas van den Dries en de benoeming van Leopold August Nypels tot vicepresident. De Tweede Kamer nam de aanbeveling over en de benoeming volgde op 11 augustus 1950. Op 16 oktober 1969 werd Van der Loos benoemd tot vicepresident van de Hoge Raad, als opvolger van de tot president benoemde Frits de Jong. Op 1 februari 1974 werd hem ontslag verleend wegens het bereiken van de wettelijke leeftijd van 70 jaar; Van der Loos overleed het jaar daarop op 71-jarige leeftijd in Lugano, Zwitserland.